# Taylor Vixen
Taylor Vixen (Dallas, Texas, 1983. október 25. –) amerikai pornószínésznő.

## Élete
Taylor Vixen alacsony, de gyönyörű és nagy mellű. 1983. október 25-én született Dallasban. Három évig dolgozott Bone Daddy étteremláncban, amikor kedvet kapott kipróbálni magát a felnőtt szórakoztató iparban, miután 2008-ban a Penthouse magazinban "az év kedvence lett". Modellkedését úgy kezdte, hogy saját magáról készített fotókat és elküldte válogatott férfi magazinokhoz. 25 évesen hardcore filmekben kezdett szerepelni 2009 márciusától olyan cégeknek, mint Vivid, Lethal Hardcore, Wicked Pictures és Girlfriends Films. Előadó volt Taylor Vixen 2010 áprilisában a 26. XRCO-díjátadón. 2009 szeptemberében a Penthouse "hónap kedvence" elismerést kapta. 2010-ben pedig az év kedvence lett a Penthousenál. Azzal a Holly Randall fotósnak modellkedett, aki Jelena Jensent is fényképezte. Címlapokon és naptárképeken vonzotta a figyelmet a Swank, Hustler, Penthouse Letters és The Girls Of Penthouse magazinoknál. A 2010-es, 2011-es, 2012-es, 2013-as években ANV-díjra, Urban X-díjra, XBIZ-díjra jelölték.

## Válogatott filmográfia
| - 2013 Tease Me (video) - 2012 Lesbian Truth or Dare 8 (video) - 2012 Lesbian Sex 9 (video) - 2012 Pin-Up Girls 7 (video) - 2012 Meow! 2 (video) - 2012 I Kiss Girls 1 (video) - 2012 Me and My Girlfriend (video) - 2012 House Rules: Sorority Edition (video) | - 2012 Lesbian Boob Worship (video) - 2012 Lesbian Adventures: Wet Panties Trib 2 (video) - 2011 Please Make Me Lesbian! 5 (video) - 2011 Legends & Starlets 6 (video) - 2011 Lesbian Truth or Dare 6 (video) - 2011 Lesbian Office Seductions 6 (video) - 2011 Lesbian Hitchhiker 3 (video) - 2011 Lush 2 (video) |